# Амапа
Амапа́ (порт. Amapá) — штат на севере Бразилии. Административный центр — город Макапа. Также был известен как Бразильская Гвиана и Португальская Гвиана.

## География
Территория штата — 142 827,9 км², 18 место среди 26 штатов страны, площадь сравнима с такими странами, как Бангладеш и Таджикистан, или с Омской областью Российской Федерации.
Штат имеет форму ромба, граничит на севере с Суринамом и Французской Гвианой (по реке Ояпок), на юге и западе — со штатом Пара. На востоке штата — побережье Атлантического океана. Также к штату относятся несколько островов в устье Амазонки и Атлантическом океане.
Территория Амапы занимает северо-восточную часть Амазонской низменности, покрыта более чем на 90 % влажнотропическим лесом, практически нетронутым человеческой деятельностью. Около 40 % территории относится к бассейну Амазонки, остальные реки впадают в Атлантический океан.
Высшая точка — хребет Тумук-Умак (Серра-Тумукумаки) на границе с Суринамом и Французской Гвианой (высота над уровнем моря — 701 м) на территории национального парка Тумукумаки.

### Климат
Территорию штата пересекает экватор, климат — типично экваториальный, без сухого сезона, количество осадков каждого месяца — не менее 35 мм. Относительно сухой сезон наступает в августе-ноябре (не более 100 мм в месяц), в январе-мае выпадает 300—400 мм, в год — более 2500 мм. Среднемесячная температура в Макапе — от +25,7 °С в феврале до +27,9 °C в октябре. Ночью температура не падает ниже +20 °C, днём — не повышается выше 35 °C, в районах на побережье океана разница ночных и дневных температур составляет всего несколько градусов.

## История
До колонизации европейцами на территории проживали индейские племена аравакской группы. Первое зарегистрированное европейское исследование территории современной Амапы зарегистрировано в 1500 году, когда испанец Яньес Пинсон, известный плаванием с Колумбом в 1492 году, исследовал территорию от современного штата Пернамбуку до Гвианы, в том числе и устья Амазонки. По условиям Тордесильясского договора, земли не могли быть присоединены к Испании, и поселений основано не было.
Первыми регион заселили англичане и голландцы, вскоре изгнанные португальцами. В XVI веке начали заселяться и французы. Утрехтский мир 1713 года выделил территорию Французской Гвианы, однако территориальные претензии Франции и Португалии (а позже Бразилии) выдвигались до конца XIX века.
1 мая 1900 года арбитраж в Женеве признал территорию Амапы бразильской, она была включена в штат Пара. Во время Второй мировой войны в 1943 году из Пары была выделена Федеральная территория Амапа. 5 октября 1988 года была принята конституция Бразилии, где Амапа выделялась в отдельный штат.

## Население
Население штата, согласно переписи 2005 года, составляет 596 тыс. человек (меньше проживает лишь в штате Рорайма). Население в 1990-х годах росло на 5,7 % в год. В 1967 году население Федеральной территории Амапа составляло 103 тыс. жителей. Урбанизация штата — 93,7 %. Более половины населения Амапы проживают в столице штата Макапе.
74,4 % населения относятся к парду, 21,4 % — белые, 4,5 % — негры, 0,8 % — азиаты и индейцы. Практически всё население разговаривает на португальском языке.

## Демография
Согласно сведениям, собранным в ходе переписи 2010 г. Национальным институтом географии и статистики (IBGE), население штата составляет:
| Полное население                       | Полное население                       | Полное население                       | Полное население                       | 669 526 |
| -------------------------------------- | -------------------------------------- | -------------------------------------- | -------------------------------------- | ------- |
| в том числе:                           | Городское население                    | 601 036                                | Процент городского населения, %        | 89,77   |
|                                        | Сельское население                     | 68 490                                 | Процент сельского населения, %         | 10,23   |
|                                        | Мужское население                      | 335 135                                | Процент мужского населения, %          | 50,06   |
|                                        | Женское население                      | 334 391                                | Процент женского населения, %          | 49,94   |
| Плотность населения, чел/км²           | Плотность населения, чел/км²           | Плотность населения, чел/км²           | Плотность населения, чел/км²           | 4,69    |
| Население штата в % к населению страны | Население штата в % к населению страны | Население штата в % к населению страны | Население штата в % к населению страны | 0,35    |

## Административное устройство
Амапа — часть Бразильской федерации, имеет те же права, что и остальные штаты Бразилии.
Административно штат разделён на два мезорегиона Север штата Амапа и Юг штата Амапа, в каждом по два микрорегиона. В штате — 16 муниципалитетов.
Глава штата — губернатор. С 2010 года губернатором является Камило Капиберибе. Парламент Амапы — Асемблея-Легислатива.
В верхнюю палату парламента страны, как и от всех остальных штатов, направляется три представителя. В нижнюю — 8 депутатов из 513.
|    |  | Муниципалитет (русск.)  | Муниципалитет (порт.)   | Площадь, км² | Мезорегион        | Микрорегион |
| -- |  | ----------------------- | ----------------------- | ------------ | ----------------- | ----------- |
| 1  |  | Амапа                   | Amapá                   | 9169         | Север штата Амапа | Амапа       |
| 2  |  | Калсуэни                | Calçoene                | 14 269       | Север штата Амапа | Ояпоки      |
| 3  |  | Кутиас                  | Cutias                  | 2115         | Юг штата Амапа    | Макапа      |
| 4  |  | Феррейра-Гомис          | Ferreira Gomes          | 5047         | Юг штата Амапа    | Макапа      |
| 5  |  | Итаубал-ду-Пиририн      | Itaubal                 | 1704         | Юг штата Амапа    | Макапа      |
| 6  |  | Ларанжал-ду-Жари        | Laranjal do Jari        | 29 699       | Юг штата Амапа    | Мазаган     |
| 7  |  | Макапа                  | Macapá                  | 6563         | Юг штата Амапа    | Макапа      |
| 8  |  | Мазаган                 | Mazagão                 | 13 131       | Юг штата Амапа    | Мазаган     |
| 9  |  | Ояпоки                  | Oiapoque                | 22 625       | Север штата Амапа | Ояпоки      |
| 10 |  | Педра-Бранка-ду-Амапари | Pedra Branca do Amapari | 9495         | Юг штата Амапа    | Макапа      |
| 11 |  | Порту-Гранди            | Porto Grande            | 4402         | Юг штата Амапа    | Макапа      |
| 12 |  | Пракууба                | Pracuuba                | 4957         | Север штата Амапа | Амапа       |
| 13 |  | Сантана                 | Santana (Amapá)         | 1578         | Юг штата Амапа    | Макапа      |
| 14 |  | Серра-ду-Навиу          | Serra do Navio          | 7757         | Юг штата Амапа    | Макапа      |
| 15 |  | Тартаругалзинью         | Tartarugalzinho         | 13 769       | Север штата Амапа | Амапа       |
| 16 |  | Витория-ду-Жари         | Vitória do Jari         | 2483         | Юг штата Амапа    | Мазаган     |

## Экономика
Основа экономики — добыча марганца и лесная промышленность.
В 1941 году было открыто крупное месторождение Серра-ду-Навиу в центре штата, соединённое позже с портом Макапы железной дорогой.
Другие области экономики — заготовки твёрдой древесины, сбор бразильских орехов, сока гевеи. Также развито рыболовство в реках и океане. Сельское хозяйство представлено в основном выращиванием маниока и риса, животноводство представлено разведением крупного рогатого скота.
Туризм развит слабо.
В экспорте штата древесина составляет 75,5 %, марганец — 18,7 %, сердцевина пальмы — 5,5 %.

## Транспорт
Добраться до Амапы извне можно водным и воздушным путями. Водный путь — по рекам бассейна Амазонки или по Атлантическому океану. Для воздушного сообщения был построен международный аэропорт Макапа близ столицы штата.
Автомобильная сеть дорог развита слабо, имеет местное значение. Железная дорога связывает порт Макапы и месторождение марганца Серра-ду-Навиу.

## Галерея
- Медиафайлы по теме Амапа на Викискладе

- Музей Сакака близ Макапы
- Типичная растительность в Амапе
- Монумент "Экватор" в Макапе